# Takahito Chiba
Takahito Chiba (千葉 貴仁?, Chiba Takahito; Hokkaidō, 7 novembre 1984) è un ex calciatore giapponese, di ruolo difensore.